# Mitralieră Maxim
Mitraliera Maxim, a fost inventată de Sir Hiram Stevens Maxim în 1883, fiind prima mitralieră care funcționa pe baza principiului recuperării energiei de recul. Variantele sale, cum ar fi mitraliera grea Vickers, PM M1910 sau MG 08, aveau să fie utilizate pe larg în Primul Război Mondial.

## Principiul constructiv
Mitraliera Maxim a fost prima mitralieră cu auto-încărcare, fiind până la începutul secolului XX, principala armă de acest tip. Toate celelalte tipuri de mitralieră apărute anterior, cum ar fi mitraliera Gatling, se bazau pe principiul acționării manuale pentru reîncărcare. Acest fapt cauza probleme de proiectare și funcționare, cum ar fi greutatea mare, lipsa de fiabilitate a sistemului și  funcționarea dificilă a mecanismului de alimentare cu muniție. 
Spre deosebire de acestea, mitraliera Maxim, folosea principiul recuperării energiei de recul, folosind mișcarea de recul din urma tragerii pentru aruncarea tuburilor trase și reîncărcare. Muniția era introdusă în benzi din material textil iar răcirea se făcea cu apă, ceea ce o făcea mult mai fiabilă decât predecesoarele sale. 
Viteza de tragere era de aproximativ 500-600 de lovituri pe minut, ceea ce echivala cu puterea de foc a aproximativ 30 de puști individuale moderne, cu repetiție. Inițial mitraliera Maxim era instalată pe un cărucior, ulterior fiind construite versiuni mai ușoare montate pe suport de tip trepied. Pentru operare era nevoie de un număr de 4-6 servanți, în special datorită necesității de a asigura cantitatea de apă necesară răcirii. 
Mitraliera Maxim a fost supranumită „arma iconică a cuceririi coloniale britanice”. Ea a jucat un rol decisiv în expansiunea colonială europeană în Africa, în secolul al XIX-lea. Puterea sa de foc extraordinară a avut un efect devastator în timpul luptelor frontale. În timpul luptelor din Shangani și Omdurman din 1894 și 1898, trupele europene au reușit să distrugă forțele locale mult superioare numeric, cu pierderi umane minime. Cum scria Hilaire Belloc în poezia sa „Călătorul Modern”, „Orice s-ar întâmpla, noi avem mitraliera Maxim și ei nu”.

## Galerie foto

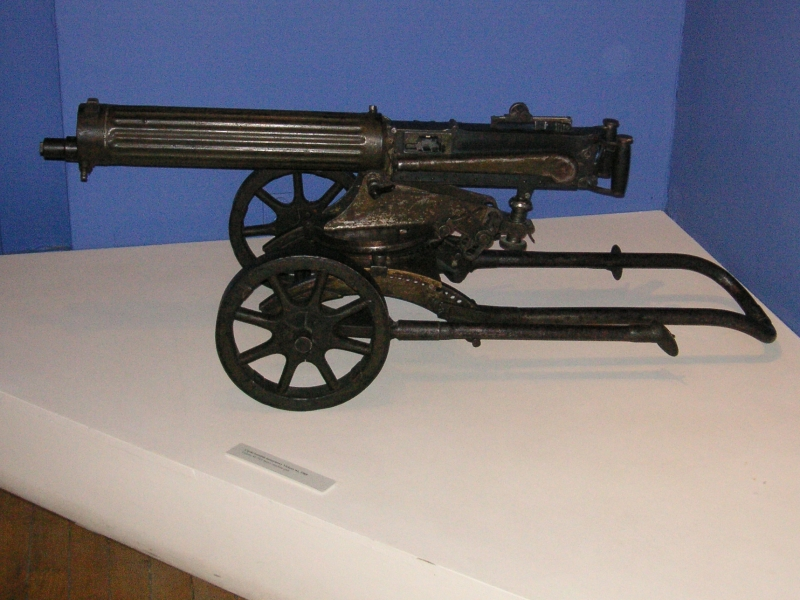
Mitralieră Maxim 1910, Rusia
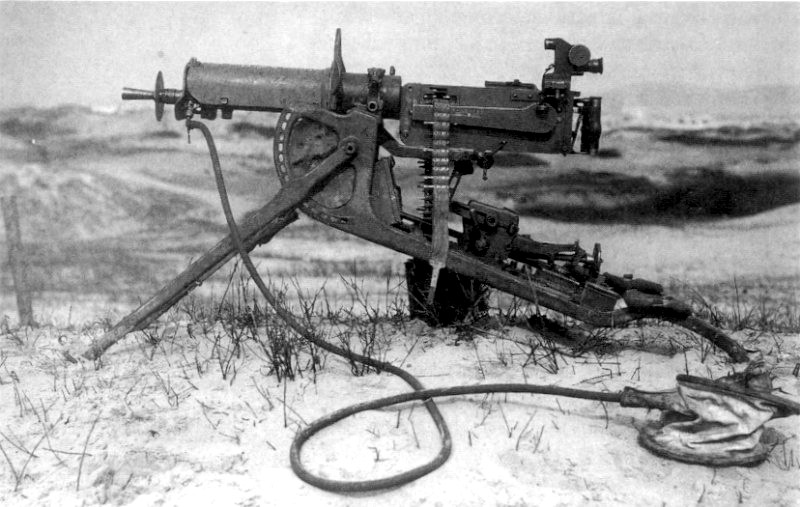
Mitralieră Maxim MG-08, Germania
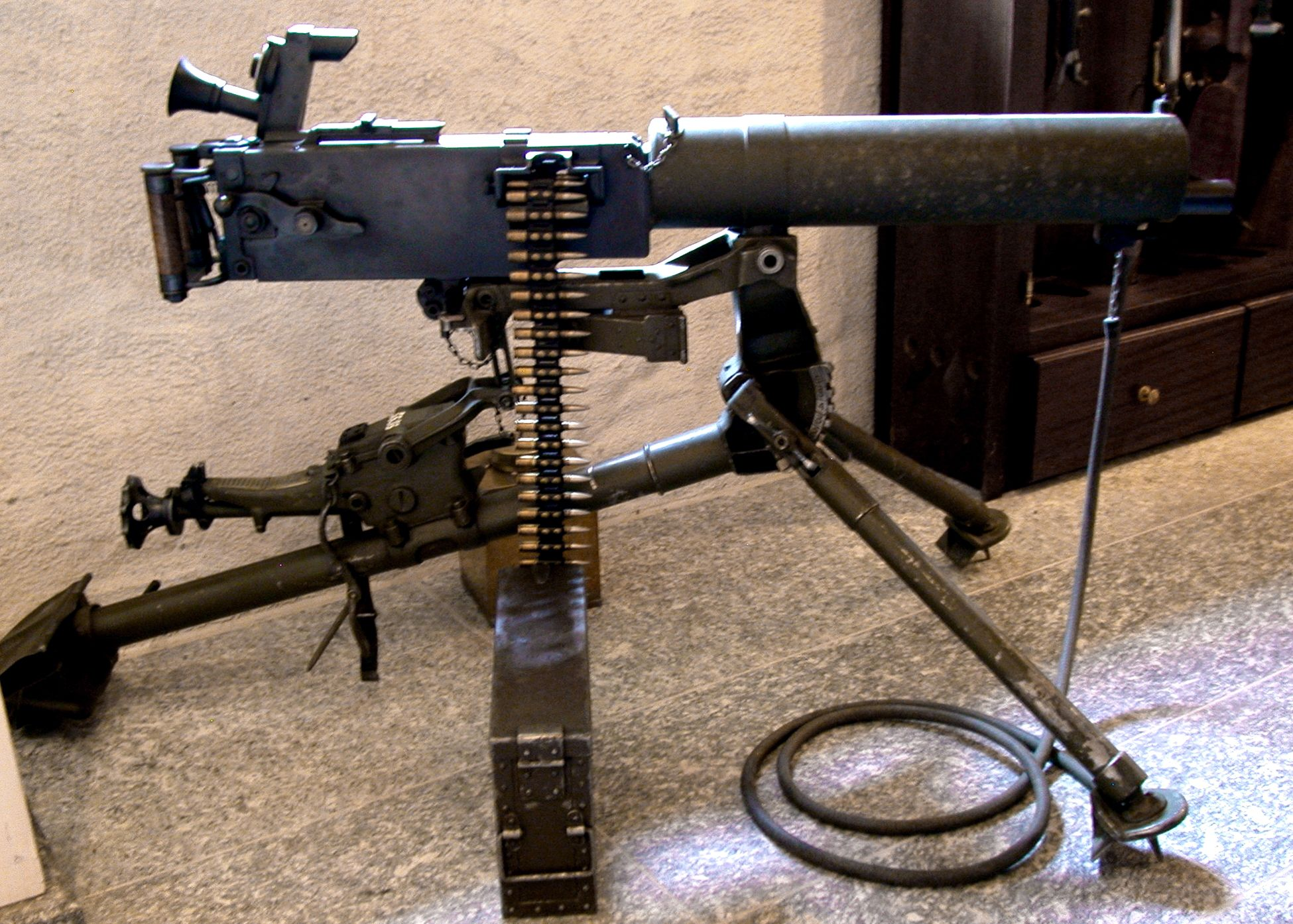
Mitralieră Maxim MG-11, Elveţia
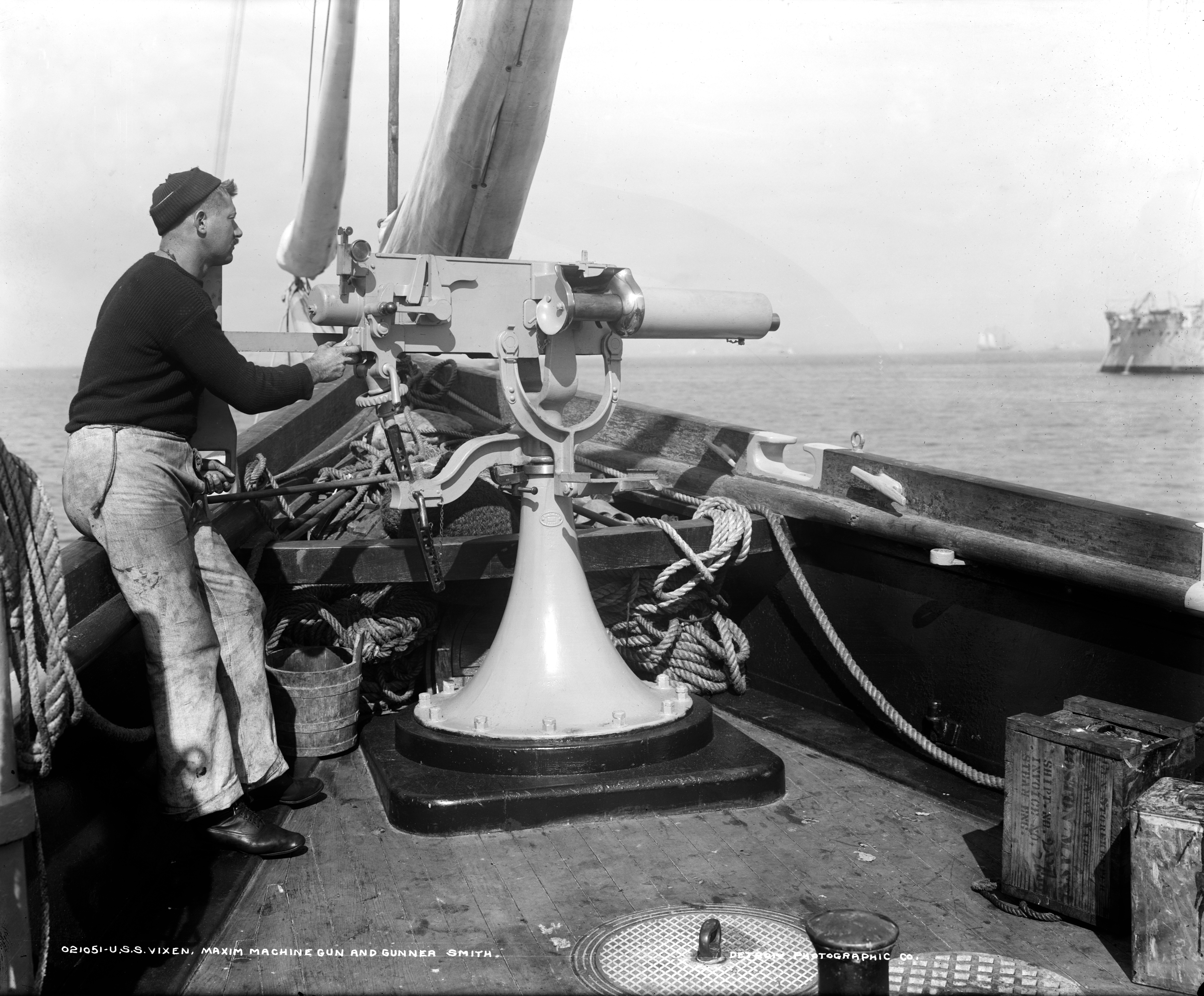
Mitralieră Maxim montată pe vasul american USS Vixen